# Gillacomgain mac Maelbrigte
Gillacomgain (gaélique : Gille Coemgáin Máil Brigti), mormaer de Moray de 1029 à 1032.
Gillacomgain est le fils de Maelbrigte MacRory et le frère de Malcolm avec lequel il est impliqué dans le meurtre de leur oncle Findláech MacRory, mormaer de Moray de 990 à 1020. Il succède à son frère en 1029 et épouse Gruoch, une petite-fille du roi d'Écosse Kenneth III mac Duff.
Selon les Annales d'Ulster, en 1032, il est brulé vif avec 50 personnes de sa suite dans l'incendie de sa résidence par ordre du roi Malcolm II mac Kenneth ou plus vraisemblablement de Mac Bethad (passé à la postérité sous le nom de Macbeth), le fils de Findláech MacRory, qui devient à son tour mormaer de Moray et épouse sa veuve Gruoch .
Son fils Lulach mac Gillacomgain succédera à son beau-père Mac Bethad comme éphémère roi d'Écosse et mormaer de Moray.